# Sarve
Koordinaten: 58° 50′ N, 23° 2′ O
Sarve (deutsch Sarwe) ist ein Dorf (estnisch küla) in der estnischen Landgemeinde Hiiumaa (bis 2017: Landgemeinde Pühalepa) auf der zweitgrößten estnischen Insel Hiiumaa (Dagö).
Sarve liegt auf der gleichnamigen Halbinsel (Sarve poolsaar) direkt an der Ostsee. Die Gegend um Sarve ist ein Landschaftsschutzgebiet.
Das Dorf ist bekannt für seinen Hafen (Sarve sadam), der bereits seit dem Jahr 1254 urkundlich erwähnt ist. Zum Verwaltungsgebiet von Sarve gehören auch die Inseln Kaevatsi laid, Heinlaid, Langekare sowie weitere kleinere Holme.
Im estnischen Winter führt über das zugefrorene Väinameri eine Eisstraße von Sarve zum Dorf Rohuküla auf dem Festland.